# Phyllodactylus barringtonensis
Phyllodactylus barringtonensis är en ödleart som beskrevs av  Van Denburgh 1912. Phyllodactylus barringtonensis ingår i släktet Phyllodactylus och familjen geckoödlor. Inga underarter finns listade i Catalogue of Life.